# Belfy e Lillibit
Belfy e Lillibit (森の陽気な小人たち ベルフィーとリルビット?, Mori no yōki na kobito-tachi - Berufī to Riribitto, lett. "Gli allegri folletti della foresta - Belfy e Lillibit") è una serie televisiva anime prodotta da Tatsunoko in 26 episodi trasmessi in Giappone dal 7 gennaio al 30 giugno 1980 dal network TV Tokyo. In Italia la serie è arrivata nel 1982 su Italia 1.

## Trama
Belfy e Lillibit sono due folletti bambini molto amici, che vivono in un villaggio nel profondo della foresta. Lillibit vive con il padre Rock che è un artigiano, Belfy con lo zio, il medico del villaggio: i due passano il loro tempo con i suoi amici e soprattutto l'uno con l'altra, vivendo tante avventure sempre però con lo scopo di aiutare la gente del villaggio che si trova in difficoltà.

## Personaggi
- Belfy
- Lillibit
- Napo
- Toshino
- Rock, padre di Lillibit
- Docky, zio di Belfy
- Marge
- Signor Al
- Kuruma
- Magor

## Doppiaggio
| Personaggi                     | Voce giapponese    | Voce italiana   |
| ------------------------------ | ------------------ | --------------- |
| Belfy                          | Yōko Asagami       | Laura Boccanera |
| Lillibit                       | Mayumi Tanaka      | Monica Cadueri  |
| Napo (nome originale Napoleon) | Sachiko Chijimatsu | Rita Baldini    |
| Marge                          |                    | Giovanna Avena  |
| Doget (zio di Belfy)           |                    |                 |
| Rock                           | Tetsuo Mizutori    |                 |
| Kuruma                         |                    | Daniela Caroli  |
| Voce narrante                  | Toshiko Maeda      | Giovanna Avena  |

## Episodi
| Nº | Titolo italiano Giapponese 「Kanji」 - Rōmaji                                                         | In onda        | In onda |
| Nº | Titolo italiano Giapponese 「Kanji」 - Rōmaji                                                         | Giapponese     |         |
| 1  | Un festival per ragazzi 「森のこどもまつり」 - mori no kodomo matsuri                                 | 7 gennaio 1980 |         |
| 2  | L’indaffarato dottore dei boschi 「ベルフィーの家はお医者さん」 - berufii no ie wa o isha san         |                |         |
| 3  | Il florido mulino 「リルビット水車をまわせ」 - rirubitto suisha o mawase                              |                |         |
| 4  | Canzone delle 7 farfalle colorate 「ベルフィー七色ホタルを守れ」 - berufii nana shoku hotaru o mamore |                |         |
| 5  | Il solitario Napoleone 「一人ぼっちのナポ」 - hitoribocchi no napo                                    |                |         |
| 6  | Margy il mago 「ブキミ森の魔女」 - bukimi mori no majo                                                |                |         |
| 7  | Fragole d’inverno 「愛の冬いちご」 - ai no fuyu ichigo                                                |                |         |
| 8  | La donna di neve 「雪女が呼んでいる」 - yukionna ga yon de iru                                        |                |         |
| 9  | Aiutate il procione 「アライグマを救え」 - araiguma o sukue                                           |                |         |
| 10 | La febbre gialla 「黄色い雪割草」 - kiiroi yukiwarisoo                                                |                |         |
| 11 | L’ospite di primavera 「春のお客さん」 - haru no okyaku san                                           |                |         |
| 12 | I toni dell’amore 「心が通う親子星」 - kokoro ga kayō oyako boshi                                     |                |         |
| 13 | Il festival dei fiori 「花のカーニバル」 - hana no kaanibaru                                          |                |         |
| 14 | Una nascita nella tempesta 「嵐の中のうぶごえ」 - arashi no naka no ubu go e                          |                |         |
| 15 | Il segreto della reliquia 「神殿の秘密」 - shinden no himitsu                                         |                |         |
| 16 | Uno scoiattolo malato 「リスの患者さん」 - risu no kanja san                                          |                |         |
| 17 | La leggenda della luce rossa 「赤い光の伝説」 - akai hikari no densetsu                               |                |         |
| 18 | L’avventura di Sissy Colt 「弱虫子馬の冒険」 - yowamushi ko ba no booken                              |                |         |
| 19 | Un uovo pigro 「まよいこんだ卵」 - mayoikon da tamago                                                 |                |         |
| 20 | Verso il mare blu 「青い海をめざせ」 - aoi umi o mezase                                               |                |         |
| 21 | La prima visita al mare 「はじめての海」 - hajimete no umi                                            |                |         |
| 22 | Viaggiatori nell’arcobaleno 「虹の旅人たち」 - niji no tabibito tachi                                 |                |         |
| 23 | Terremoto nel bosco 「森の地震」 - mori no jishin                                                     |                |         |
| 24 | Il giardino fiorito dei bei tempi andati 「思い出の花園」 - omoide no hanazono                        | 16 giugno 1980 |         |
| 25 | Fanits, il visionario 「幻のファニット」 - maboroshi no fanitto                                       | 23 giugno 1980 |         |
| 26 | L’alba al villaggio di Fanit 「ファニットの朝」 - fanitto no asa                                      | 30 giugno 1980 |         |

## Sigla
La sigla di apertura originale è Mori e oide yo (森へおいでよ? "Vieni qui nella foresta!"), interpretata da Kumiko Ōsugi e dai Kōrogi '73. La sigla di chiusura originale è Oyasumi Chuchuna (おやすみチュチュナ? "Buonanotte Chuchuna") interpretata da Kumiko Ōsugi. Entrambe le canzoni hanno il testo di Kōgo Hotomi, la musica Takeo Watanabe e l'arrangiamento di Yūshi Matsuyama.
Ci sono due sigle italiane di apertura e chiusura entrambe intitolate Belfy e Lillibit. La prima è del gruppo Le Mele Verdi, con il testo di Mitzi Amoroso, la musica di Corrado Castellari e l'arrangiamento di Silvano D'Auria. È stata incisa sul singolo Gli gnomi delle montagne/Belfy e Lillibit. La seconda è invece cantata da Luana Heredia, con il testo di Fabrizio Berlincioni e la musica di Silvio Amato; venne utilizzata solo per la replica su Zap Zap per TMC.